# 谷江山
谷江山（1995年11月25日—）是中国大陆的男性配音演员，2017年成都理工大学播音与主持艺术专业本科毕业，隶属于729声工场。

## 简历
- 在2015年四川省电影电视节《大圣归来》配音比赛中获得最佳配音奖、最具创意奖。
- 2017年7月本科毕业后，参加729声工场第一期声优育成计划。12月签约729。
- 2020年，参演bilibili《我是特优声》。

## 电视剧
| 时间   | 作品               | 角色                     | 演员                    |
| ------ | ------------------ | ------------------------ | ----------------------- |
| 2025年 | 臨江仙             | 白九思                   | 曾舜晞                  |
| 2025年 | 淮水竹亭           | 王權弘業                 | 張雲龍                  |
| 2025年 | 白月梵星           | 重昭、陌離               | 常華森                  |
| 2022年 | 少年歌行           | 蕭瑟                     | 李宏毅                  |
| 2022年 | 星漢燦爛．月升滄海 | 袁善見                   | 李昀銳                  |
| 2021年 | 山河令             | 周子舒                   | 张哲瀚                  |
| 2021年 | 玲珑               | 铁落                     | 邓凯                    |
| 2020年 | 大秦赋             | 赵偃（少年）             | 杨佳烨                  |
| 2020年 | 你好喵室友         | 少菲                     | 少菲                    |
| 2020年 | 战火熔炉           | 刘秘书                   | 夏德俊                  |
| 2020年 | 如意芳霏           | 文刑                     | 周兆渊                  |
| 2020年 | 恋爱吧，食梦君！   | 伟林                     | 吴承泽                  |
| 2020年 | 偷心画师           | 李弘煜                   | 蓝博                    |
| 2020年 | 少女大人           | 曲临江                   | 王术一                  |
| 2020年 | 花开有晴天         | 赵天雷                   | 洪连城                  |
| 2020年 | 青青子衿           | 谢子昀                   | 王嘉萌                  |
| 2020年 | 暮白首             | 薛无邪                   | 曹高波                  |
| 2020年 | 亲爱的义祁君       | 吕澈                     | 李歌洋                  |
| 2020年 | 师爷请自重         | 小方、孙不凡             | 宫正晔、韩明熙          |
| 2020年 | 成化十四年         | 郑志、厨子张             | 周航、楚天舒            |
| 2020年 | 三生三世枕上书     | 沧夷神君                 | 张云龙                  |
| 2020年 | 山海经之上古密约   | 百里昊和                 | 王俊凯                  |
| 2019年 | 热血少年           | 杨然                     | 曹煜辰                  |
| 2019年 | 看见味道的你       | 易北刀、易南柯           | 代超                    |
| 2019年 | 湾湾暖辰光         | 宝宝                     | 徐恒新                  |
| 2019年 | 九千米爱情         | 小龙                     | 沈照程                  |
| 2019年 | 全职高手           | 李艺博、李轩、邱非       | 高靖函 、孙亚龙、翟子路 |
| 2019年 | 招摇               | 柳沧岭、小恩             | 杨泽                    |
| 2019年 | 公主驾到           | 史翱翔                   | 王璐鑫                  |
| 2018年 | 火王之千里同风     | 凯文                     | 尹亚森                  |
| 2018年 | 火王之破晓之战     | 小六、裴仲               | 王城钧、尹晨迪          |
| 2018年 | 小心！我要放大招了 | 韩小胖                   | 王董                    |
| 2018年 | 等到烟暖雨收       | 安子亦                   | 章煜奇                  |
| 2018年 | 炮灰攻略           | 宋天琦                   | 应天巍                  |
| 2018年 | 芸汐传             | 唐离                     | 王佑硕                  |
| 2018年 | 东山晴后雪         | 陈先生、工程师、酒吧老板 | -                       |
| 2018年 | 幸福近在咫尺       | 石亮                     | -                       |

## 电影
| 时间   | 作品                | 角色           | 演员   |
| ------ | ------------------- | -------------- | ------ |
| 2018年 | 封神战纪            | 姜尚           | 易柏辰 |
| 2018年 | 捉妖大仙            | 皇尚           | 樊浩   |
| 2019年 | 宋慈洗冤录          | 宋慈           | 柏程俊 |
| 2019年 | 山海经之伏魔正道    | 仁义           | 崔尔康 |
| 2019年 | 东游                | 韩湘子（韩淼） | 张远   |
| 2019年 | 名侦探柯南·绀青之拳 | 服务生、警察   | -      |
| 2020年 | 南海美人鲛          | 陆新之         | 赵东浩 |
| 2020年 | 霍家拳之霹雳娇娃    | 霍云笙         | 叶小开 |
| 2020年 | 秘境古兽            | 秦川           | 王成   |

## 动画
| 时间   | 作品                      | 角色                                       |
| ------ | ------------------------- | ------------------------------------------ |
| 2021年 | 厨神小当家                | 胡大人、其他角色                           |
| 2021年 | 兩不疑                    | 姜院正                                     |
| 2021年 | 時光代理人                | 劉磊                                       |
| 2021年 | 大王饒命                  | 劉旋宇                                     |
| 2020年 | 狐妖小红娘·沐天城篇       | 故义                                       |
| 2020年 | 全职高手2                 | 斩楼兰                                     |
| 2020年 | 我的三体之章北海传        | 路人1、三人A、龙套                         |
| 2020年 | 我开动物园那些年          | 男人                                       |
| 2020年 | 一念永恒                  | 陈子昂、群众、扇子男、画师、赵氏男、北寒烈 |
| 2020年 | 民调局异闻录              | 林枫                                       |
| 2020年 | 我家大师兄是个反派        | 神秘人、旁白、玄铭宗弟子、群众             |
| 2020年 | 魔道祖师Q                 | 金子轩                                     |
| 2020年 | 剑雨仙风录                | 张狂云                                     |
| 2020年 | 凹凸世界第三季            | 创世神                                     |
| 2020年 | 凡人修仙传                | 万小山                                     |
| 2020年 | LALALACOCO                | 鹏叔                                       |
| 2020年 | 大王不高兴 第二季         | 孙奉朝、艾瑞肯                             |
| 2020年 | 异世界中药铺              | 孙家有                                     |
| 2020年 | 历师                      | 萧南烛                                     |
| 2020年 | 麻辣女配                  | Sandy姐                                    |
| 2020年 | 大王不高兴                | 艾瑞肯、孙奉朝                             |
| 2020年 | 仙王的日常生活            | 陈超                                       |
| 2020年 | 枪神纪                    | 洛里安                                     |
| 2020年 | 我不是教主                | 上官望                                     |
| 2019年 | 狐妖小红娘·尾生篇         | 黑驴阿柱                                   |
| 2019年 | 狐妖小红娘·竹业篇         | 王权霸业                                   |
| 2019年 | 我的大师兄脑子有坑·特别篇 | 剧象投资人                                 |
| 2018年 | 我的大师兄脑子有坑·特别篇 | 辛导（章鱼导演）                           |
| 2018年 | 小绿和小蓝                | 灰羽                                       |
| 2018年 | 闪电十一人：阿瑞斯的天秤  | 簑岛俊哉、玄场幸治                         |
| 2018年 | 魔道祖师                  | 金子轩、歐陽                               |
| 2018年 | 我的逆天神器              | 韩傲天                                     |
| 2018年 | 全职高手·特别篇           | 唐昊、梁方                                 |
| 2018年 | 我家大师兄脑子有坑        | 秦荒凉、玄铭宗弟子、乞丐、劫匪、旁白、群众 |
| 2017年 | 全职高手                  | 唐昊、梁方                                 |
| 2017年 | 枪神纪                    | 洛里安                                     |

## 游戏
- 担仔面、蚵仔煎、叫花鸡、川味火锅、秦太子、摇滚乐手、仙君、瀛洲城民甲————《食物语》
- 蔺晟安————《恋世界》
- 男主角————《人皇纪》
- 托雷————《时空中的绘旅人》
- 康熙————《鹿鼎记手游》
- 金面火神————《狐妖小红娘手游》
- 全冠清————《天龙八部手游》
- 龙吟————《妄想症：Deliver Me》
- 凤鸣刀————《梦间集》
- 汐风————《天谕》
- 夏鳴星————《光與夜之戀》
- Lyee————《Moments:Choose Your Story》
- 夏泰————《花亦山心之月》
- 莫年————《仙剑奇侠传七》
- 姜珩————《摇光录-乱世公主》
- 徐长卿————《仙剑客栈2》
- 雷伊————《赛尔计划》
- 武田城————《以閃亮之名》

## 有声作品
- 竇晟————《百万up学神天天演我》
- 沈輝、假徐令、藥童、世子、小士兵————《殺破狼》
- 张东来、吸毒者、警员————《默讀》
- 山姆————《猫鼠游戲》
- 蕭炎————《重走鬥破路》
- 謝琪————《被軟禁的红》
- 方鹿鸣————《戀爱雲書》（動態漫画）
- 喜寧、皇帝朱祁镇————《于謙之黑虎奇案》
- 趙劍歸————《論如何錯誤的套路一個魔教教主》
- 斬樓蘭、夜未央、袁柏清、唐昊————《全職高手》
- 楊衛寧————《三體》
- 牧磬————《相見歡》
- 方小杰————《古董下山》
- 林平平————《總裁酷帥狂霸拽》
- 尹謙、同學甲————《隐衷》
- 加布里诶爾————《歌劇魅影》
- 劉西————《骷髅幻戲圖》
- 謝奎————《營銷號说你喜欢我》
- 原煬————《針鋒對决 一、二季》
- 李筠————《六爻》
- 常景樂————《一笙有喜》
- 范漣————《鬢邊不是海棠红》
- 裴罄————《攻略對象出了错》
- 趙五————《土匪攻略》
- 喬西————《小蘑菇》
- 賀子炎————《營業悖論》
- 陸文————《別来無恙》
- 俞同————《奶油味暗戀》
- 蘇浩安————《難哄》
- 邱奕————《狼行成雙》廣播劇和有聲劇
- 寇忱————《輕狂 一、二、三季》
- 老白————《兼職無常後我红了》
- 容十八————《鳳凰圖腾》
- 章懷玉————《小豆蔻》
- 沈明————《長風渡》
- 鍾熠 ————《營養過良》
- 馮建設————《鬼吹燈之黄皮子墳》
- 付坤————《竹木狼马》
- 梁真————《我為你翻山越嶺》
- 方曜宣————《穿成反派總裁小情人》
- 梵九宸————《魔尊要抱抱》
- 皇上————《皇潮樂隊》
- 許向安————《FINE DAY》
- 許向安————《一起再出發》
- 許向安————《險象環聲》
- 許向安、秦翊————《觸犯禁忌》
- 段淩————《折枝》
- 謝一鷺————《大璫》
- 陳路周————《陷入我們的熱戀》
- 覃最————《二鍋水 一、二季》
- 謝聞星————《你親我一下》
- 葉宏遠————《沙雕渣攻今天又渣了我》
- 劉榮瑞————《萬有引力》
- 俞言齊————《吸血騙子》/《為你獻上我的頸脖》
- 龍套1————《醫生與我，戀君已是第七年》
- B020————《機器》
- 九厥————《浮生物語》
- 孫韜————《427偵探事務所》(第二季僅在貓耳播出)
- 譚疏秋————《江湖那麼大》
- 沈明————《長風渡》
- 楊成軒————《飛灰》
- 燕雲嶠————《烽烟破卷》
- 徐升————《純真醜聞》(動態漫畫)
- 柳晏————《人面桃花兩相宜》
- 賓客3————《寒月如春》
- 錦官————《鬼迷心竅》
- 馬勉————《竹馬溫小花》
- 錢譽之————《劍出寒山•第一季》
- 紀珩東————《唯你至寶》
- 官兵————《月沉吟》
- 顧郅————《三丈軟紅塵》
- 雄平————《一天》
- 龍套————《不死者》
- 寒烟君————《貓妖的誘惑》
- 路凱風————《過期不候》
- 敖丙————《精衛啊》
- 梁輕言————《月滿京華》
- 機長————《劉慈欣科幻漫畫系列》
- 仲云————《少年英魂》
- 秦非然————《惡人谷24節氣系列廣播劇》
- 艾輝————《五行天》
- 傅清鍇————《茉莉如雨》
- 群眾乙————《【淩霄劇團】劍三原創廣播劇》
- 瀟耀————《家裡來了位道長大人》
- 秦墨————《花鏡•卿戲》
- 令狐————《奈何萌徒是大神》
- 報幕————《破曉晗光》
- 學琴弟————《雪梅》
- 高彥斐————《時間都知道》
- 報幕————《烟灰系美男》
- 沈立遠————《夢貊》
- 同學A————《六月十一日》
- 俞郎————《廊橋》
- 白憬然————《繁花滿枝》
- 民工甲————《水庫驚魂》
- 華繁————《滴墨成錦》
- 邵遇珩————《斷珩》
- 劫匪2————《樊花落盡》
- 俞言齐————《為你獻上我的脖頸》[2]
- 仁喻————《暗癖》
- 寧知遠————《同墜》
- 墨燃————《二哈和他的白貓師尊》有聲劇

未更新
- 司徒亂————《人為刀俎》
- 嚴洛烽————《孤鴻》(動態漫畫)
- 傅玉致————《相愛未遂》
- 柳息風————《拾朝》(收回授權,無法更新)

## 导演作品
| 时间   | 作品                             |
| ------ | -------------------------------- |
| 2019年 | 《被软禁的红》番外               |
| 2019年 | 《论如何错误地套路一个魔教教主》 |
| 2019年 | 动态漫画《莱萌鸡与小伙伴》       |
| 2020年 | 萌萌团奇遇记之七彩宝石           |
| 2022年 | 多播有声小说《开端》             |
| 2022年 | 动态漫画《纯真丑闻》             |

## 音乐作品
| 歌曲名                                                 | 发行时间       |
| 不堪折 (广播剧《折枝》主题曲)                          | 2022年11月18日 |
| E.Y.E(Bright Night)                                    | 2022年7月25日  |
| 世纪恋人                                               | 2022年6月20日  |
| 荷尔蒙偏差                                             | 2022年6月8日   |
| L O W                                                  | 2022年5月18日  |
| Gu                                                     | 2022年4月12日  |
| September Snow                                         | 2022年4月9日   |
| 春风归客（剧情歌）                                     | 2022年3月29日  |
| 安全感                                                 | 2021年9月22日  |
| 情绪商人                                               | 2021年4月1日   |
| 人质                                                   | 2021年1月19日  |
| 赎                                                     | 2021年1月5日   |
| 针锋（广播剧《针锋对决》主题曲）                       | 2020年12月21日 |
| 南山谣                                                 | 2020年11月10日 |
| 夏日时光（广播剧《营销号说你喜欢我》主题曲）           | 2020年7月30日  |
| 念念                                                   | 2020年6月27日  |
| V.R.M                                                  | 2020年6月1日   |
| 王者荣耀100英雄群像献礼歌《百战成诗》（念白：蜀·刘禅） | 2020年5月2日   |
| Wake Up                                                | 2020年4月2日   |
| MIAMI                                                  | 2020年3月29日  |
| 江与湖                                                 | 2020年3月28日  |
| HAND BY HAND                                           | 2020年3月26日  |
| NO MEANING                                             | 2020年3月25日  |
| 我怀念的（Cover：孙燕姿）                              | 2020年3月21日  |
| 有一种悲伤（Cover：A-LIN）                             | 2020年2月29日  |
| 冬眠（Cover：司南）                                    | 2020年2月26日  |
| 一天（Cover：黄宣）                                    | 2020年2月23日  |
| 想见你想见你想见你（Cover：八三夭）                    | 2020年2月20日  |
| 喧嚣（撒野剧情歌 蒋丞念白）                            | 2020年1月24日  |
| 我愿意（Cover：王菲）                                  | 2019年12月26日 |
| 静止（Cover：花儿乐队）                                | 2019年8月21日  |
| 还在这里                                               | 2019年8月19日  |
| 倘若宇宙沉寂                                           | 2019年7月3日   |
| 某天我离去（剧情版 念白）                              | 2019年6月26日  |
| 东流（Cover：绯村柯北/灰老板）                         | 2019年6月17日  |
| 红玫瑰（Cover：陈奕迅）                                | 2019年4月20日  |
| 九万字（Cover：黄诗扶）                                | 2019年4月15日  |
| 江湖意（Cover：群星）                                  | 2019年2月1日   |
| 水星记（Cover：郭顶）                                  | 2019年1月24日  |
| 不正常恋爱物语（Cover：冥月）                          | 2019年1月18日  |
| 如果你能感同我的身受（Cover：BC221）                   | 2019年12月20日 |
| 光年之外（Cover：邓紫棋）                              | 2018年10月28日 |
| 戒烟（Cover：李荣浩）                                  | 2018年10月13日 |
| 渡俗身（念白）                                         | 2018年10月12日 |
| 若花怜蝶（念白）                                       | 2018年10月5日  |
| 动物世界（Cover：薛之谦）                              | 2018年4月1日   |
| 易燃易爆炸（Cover：陈粒）                              | 2018年3月11日  |
| 筑镈引                                                 | 2018年3月9日   |
| 青龙永夜（Cover：河图）                                | 2018年2月9日   |
| 失落沙洲 (Cover:简弘亦)                                | 2018年1月13日  |
| 丑八怪 (Cover:薛之谦)                                  | 2017年12月30日 |
| 明明就（Cover:周杰倫）                                 | 2023年2月4日   |

## 综艺
| 作品       | 季数   | 期数 |
| ---------- | ------ | --- |
| 声控大作战 | 第一季 | 第四期、第五期、第十期 |
| 声控大作战 | 第二季 | 第一期、第六期、第七期、第十期、第十一期 |
| 声控大作战 | 第三季 | 第一期、第二期、第十期、第十一期、第十八期、第十九期、第三十四期、第三十五期、第三十七期、第三十八期、第四十三期、第四十四期 |
| 声控宅急送 | -      | 第二期、第三期 |
| 声控贼有料 |        | 第一期、第三期、第四期、第十三期、第十四期、第十七期、第十八期、第十九期、第一百六十八期、第一百六十九期、第一百七十期、第一百七十一期、第一百七十二期、第一百七十三期、第一百七十四期、第一百七十五期、第一百九十八期、第一百九十九期、第二百期、第二百零一期、第二百零二期、第二百零三期、第二百零四期、第二百零五期、第二百零六期、第二百二十期、第二百二十一期、第二百二十二期、第二百二十三期、第二百三十四期、第二百三十五期、第二百六十五期、第二百六十六期、第二百六十七期 、第二百六十八期 、第二百六十九期 、第二百七十期 、第二百七十三期 、第二百七十四期、第二百七十五期 、第二百七十六期 、第二百七十七期 |
| 当燃是少年 |        | |
| 我是特优声 | 第一季 | |

## 音樂劇
- 宇宙大明星